# Rudolf von Scheibler
Bernhard Heinrich Rudolf von Scheibler (* 7. Juli 1857 in Monschau; † 20. Juni 1934 auf Haus Hülhoven) war ein preußischer Jurist und Landrat des Kreises Heinsberg.

## Leben
Der Katholik Rudolf von Scheibler entstammte der Unternehmerfamilie Scheibler und war ein Sohn des Landrats des Kreises Monschau Bernhard von Scheibler und dessen Ehefrau Caroline, geborene Nellessen. Nach dem Besuch eines Gymnasiums in Aachen und der zu Ostern 1878 abgelegten Reifeprüfung absolvierte er bis 1881 in Bonn und Berlin ein Studium der Rechts- und Staatswissenschaften. Vom 1. Oktober 1878 an bis 1879 kam er seiner Dienstpflicht nach, die er beim Königs-Husaren-Regiment (1. Rheinisches) Nr. 7 in Bonn ableistete. Nachdem er am 29. Oktober 1881 die Erste Juristische Prüfung beim Oberlandesgericht Köln abgelegt hatte, wurde er am 2. November 1881 (mit Vereidigung am 8. November) Gerichtsreferendar beim Landgericht Aachen. Nach dem Wechsel in die preußische Verwaltung des Innern fand Scheibler ab dem 30. November 1883 als Regierungsreferendar Beschäftigung bei der Regierung Aachen, der ab dem 21. Juli 1884 Dienstzeiten beim Landratsamt Aachen, dem Bürgermeisteramt Burtscheid und ab dem 6. März 1885 bei der Regierung Potsdam folgten. Am 2. Juli 1885 wurde er zum kommissarischen Landrat des Kreises Heinsberg ernannt. Die definitive Bestallung erfolgte am 30. August 1886 und die Amtseinführung am 14. Oktober 1886. Zum 1. Juli bzw. zum 1. August 1919 wurde Scheibler auf Gesuch vom 11. März 1919 (mit Erlass vom 28. Juni 1919) in den Ruhestand verabschiedet. Von 1888 bis 1918 gehörte er dem Provinziallandtag der Rheinprovinz an.
Einer seiner Schwerpunkte für die Region war 1899 die Errichtung der Kreissparkasse  Heinsberg, die sich in der Folgezeit zum Hauptgeldinstitut des Kreises entwickelte. Ebenso ist ihm die flächendeckende Versorgung des Kreises mit elektrischem Strom anzurechnen.

## Familie

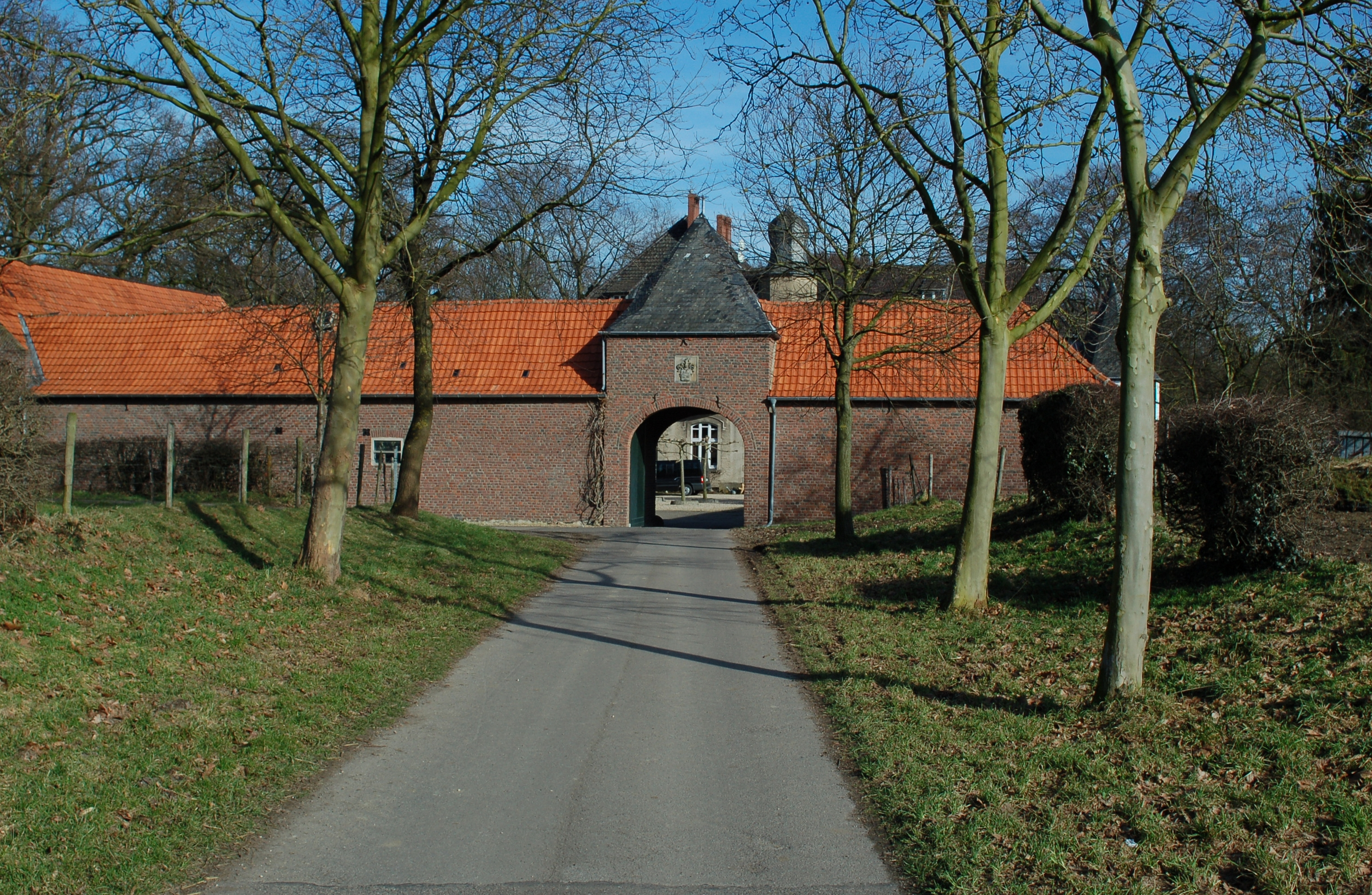
Haus Hülhoven (2011)

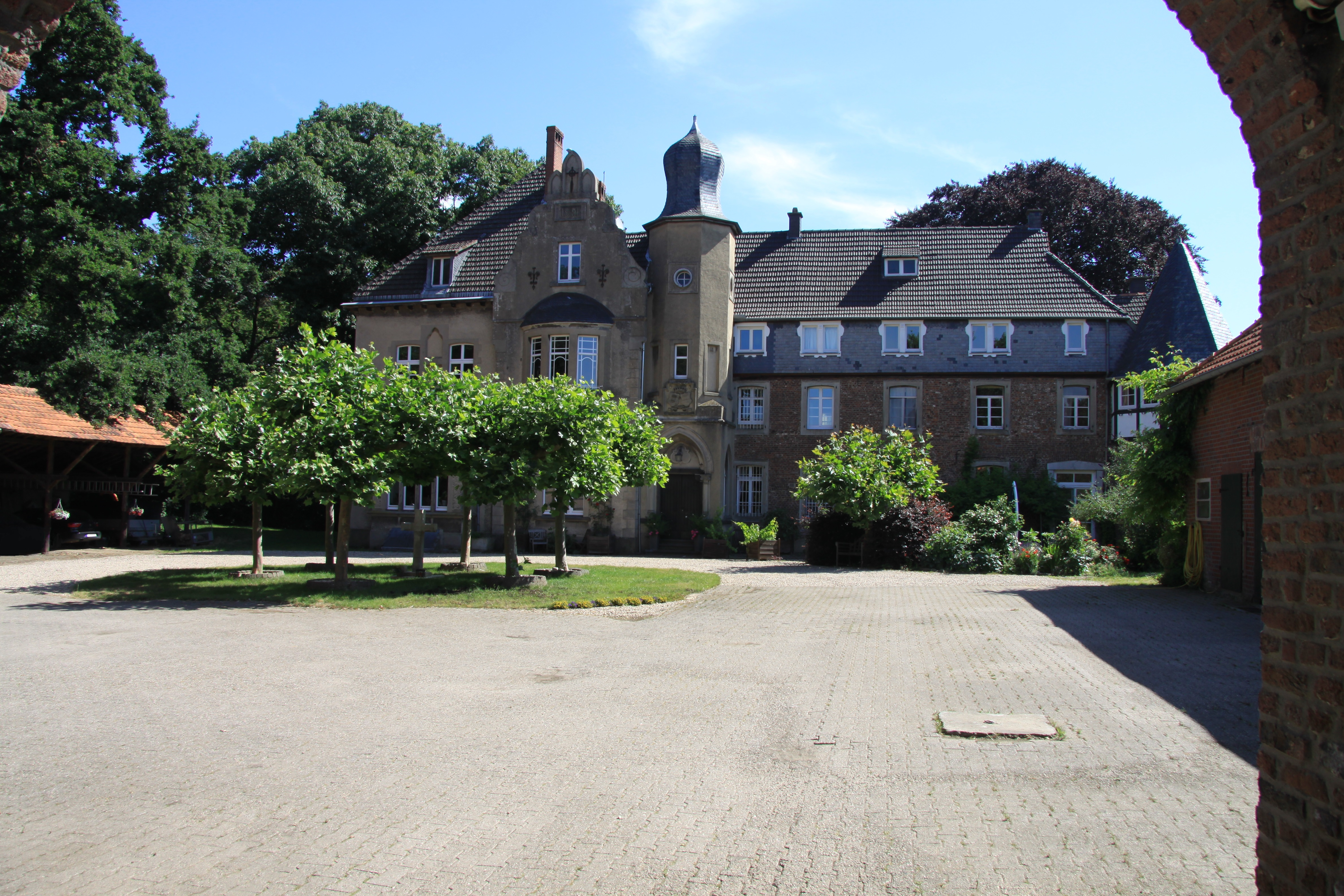
Haus Hülhoven (2022)

Rudolf von Scheibler heiratete am 8. Oktober 1889 auf Junkernthal Anna Freiin von Hövel (* 23. September 1867; † 15. März 1944 in Hülhoven), Tochter des Kammerherrn Klemens Freiherr von Hövel und dessen Ehefrau Marie Freiin von Elverfeldt, genannt von Beverförde-Werries. Die Familie hat ihren angestammten Wohnsitz auf „Haus Hülhoven“ im Heinsberger Ortsteil Hülhoven.